# Campionati europei di pattinaggio di figura 2013
I Campionati europei di pattinaggio di figura 2013 sono stati la 105ª edizione della competizione di pattinaggio di figura, valida per la stagione 2012-2013. Si sono svolti dal 21 al 27 gennaio 2013 alla Dom Sportova di Zagabria (Croazia). In programma le gare di singolo maschile e femminile, coppie e danza su ghiaccio. Erano ammessi i pattinatori nati entro il 1º luglio 1997, provenienti da una nazione europea membro della International Skating Union.

## Partecipanti
| Posti | Uomini                   | Donne                            | Coppia                                 | Danza                                            |
| ----- | ------------------------ | -------------------------------- | -------------------------------------- | ------------------------------------------------ |
| 3     | Russia Rep. Ceca Francia | Italia Russia                    | Germania Russia                        | Russia Francia                                   |
| 2     | Spagna Italia Belgio     | Finlandia Georgia Svezia Francia | Italia Francia Regno Unito Bielorussia | Italia Regno Unito Germania Lituania Azerbaigian |

| Nazione       | Uomini                                          | Donne                                                    | Coppia                                                                                                  | Danza |
| ------------- | ----------------------------------------------- | -------------------------------------------------------- | --- | --- |
| Austria       | Viktor Pfeifer                                  | Kerstin Frank                                            | Stina Martini / Severin Kiefer                                                                          | Kira Geil / Tobias Eisenbauer                                                                               |
| Azerbaigian   |                                                 |                                                          | | Julija Zlobina / Aleksej Sitnikov                                                                           |
| Bielorussia   | Pavel Ihnacenka                                 | Kryscina Zacharanka                                      | Maryja Paljakova / Mikita Bačkoŭ                                                                        | Lesja Valadzenkava / Vital' Vakunoŭ                                                                         |
| Belgio        |                                                 | Kaat Van Deale                                           | | |
| Bulgaria      | Manol Atanasov                                  | Anna Afonkina                                            | Elizabeta Makarova / Leri Kenchadze                                                                     | Sarah Coward / Georgi Kenchadze                                                                             |
| Croazia       |                                                 | Mirna Librić                                             | | |
| Rep. Ceca     | Michal Březina Pavel Kaška Tomáš Verner         | Eliška Březinová                                         | | Lucie Myslivečková / Neil Brown                                                                             |
| Danimarca     | Justus Strid                                    | Anita Madsen                                             | | |
| Estonia       | Viktor Romanenkov                               | Jelena Glebova                                           | | Irina Štork / Taavi Rand                                                                                    |
| Finlandia     | Valtter Virtanen                                | Alisa Mikonsaari Juulia Turkkila                         | | Olesia Karmi / Max Lindholm                                                                                 |
| Francia       | Florent Amodio Chafik Besseghier Brian Joubert  | Lénaëlle Gilleron-Gorry Maé Bérénice Méité               | Vanessa James / Morgan Ciprès Dar'ja Popova / Bruno Massot                                              | Pernelle Carron / Lloyd Jones                                                                               |
| Georgia       |                                                 | Elene Gedevanishvili                                     | | Angelina Telegina / Otar Japaridze                                                                          |
| Germania      | Peter Liebers                                   | Nathalie Weinzierl                                       | Aliona Savchenko / Robin Szolkowy Mari Vartmann / Aaron Van Cleave                                      | Tanja Kolbe / Stefano Caruso Nelli Žiganšina / Alexander Gazsi                                              |
| Gran Bretagna | Harry Mattick                                   | Jenna McCorkell                                          | Stacey Kemp / David King                                                                                | Charlotte Aiken / Josh Whidborne Penny Coomes / Nicholas Buckland                                           |
| Grecia        |                                                 | Isabella Schuster-Velissariou                            | | |
| Ungheria      | Marton Marko*                                   |                                                          | | Zsuzsanna Nagy / Máté Fejes                                                                                 |
| Israele       | Oleksij Byčenko                                 |                                                          | | Allison Reed / Vasili Rogov                                                                                 |
| Italia        | Paolo Bacchini Paul Bonifacio Parkinson         | Carolina Kostner Valentina Marchei Roberta Rodeghiero    | Stefania Berton / Ondřej Hotárek Nicole Della Monica / Matteo Guarise                                   | Anna Cappellini / Luca Lanotte Charlène Guignard / Marco Fabbri                                             |
| Lettonia      |                                                 | Alīna Fjodorova                                          | | |
| Lituania      | Saulius Ambrulevičius                           | Inga Janulevičiūtė                                       | | Isabella Tobias / Deividas Stagniūnas                                                                       |
| Lussemburgo   |                                                 | Fleur Maxwell                                            | | |
| Paesi Bassi   |                                                 | Michelle Couwenberg                                      | | |
| Norvegia      |                                                 | Anne Line Gjersem                                        | | |
| Monaco        | Kim Lucine                                      |                                                          | | |
| Polonia       | Maciej Cieplucha                                |                                                          | Magdalena Klatka / Radosław Chruściński                                                                 | Aleksandra Zvorygina / Maciej Bernadowski                                                                   |
| Romania       | Zoltán Kelemen                                  |                                                          | | |
| Russia        | Maksim Kovtun Evgenij Pljuščenko Sergej Voronov | Nikol' Gosvijani Adelina Sotnikova Elizaveta Tuktamyševa | Juko Kavaguti / Aleksandr Smirnov Ksenija Stol'bova / Fëdor Klimov Tat'jana Volosožar / Maksim Tran'kov | Ekaterina Bobrova / Dmitrij Solov'ëv Elena Il'inych / Nikita Kacalapov Ekaterina Rjazanova / Il'ja Tkačenko |
| Slovacchia    |                                                 | Monika Simančíková                                       | | Federica Testa / Lukáš Csölley                                                                              |
| Slovenia      |                                                 | Patricia Gleščič                                         | | |
| Spagna        | Javier Fernández Javier Raya                    | Sonia Lafuente                                           | | Sara Hurtado / Adrià Díaz                                                                                   |
| Svezia        | Alexander Majorov                               | Joshi Helgesson Viktoria Helgesson                       | | |
| Svizzera      | Stephane Walker                                 | Tina Stürzinger                                          | | Ramona Elsener / Florian Roost                                                                              |
| Turchia       | Ali Demirboğa                                   | Sıla Saygı                                               | | Alisa Agafonova / Alper Uçar                                                                                |
| Ucraina       | Jakiv Hodoroža                                  | Natalija Popova                                          | Julija Lavrent'jeva / Juri Rudyk                                                                        | Siobhan Heekin-Canedy / Dmytro Dun'                                                                         |

## Medagliere
| Pos.   | Paese     |   |   |   | Totale |
| ------ | --------- | - | - | - | ------ |
| 1      | Russia    | 2 | 2 | 1 | 5      |
| 2      | Italia    | 1 | 0 | 2 | 3      |
| 3      | Spagna    | 1 | 0 | 0 | 1      |
| 4      | Francia   | 0 | 1 | 0 | 1      |
| 4      | Germania  | 0 | 1 | 0 | 1      |
| 6      | Rep. Ceca | 0 | 0 | 1 | 1      |
| Totale | Totale    | 4 | 4 | 4 | 12     |

## Risultati

### Singolo maschile
| Pos.                              | Nome                     | Nazione       | Totale | PC    | PL     |
| --------------------------------- | ------------------------ | ------------- | ------ | ----- | ------ |
| Oro                               | Javier Fernández         | Spagna        | 274,87 | 88,80 | 186,07 |
| Argento                           | Florent Amodio           | Francia       | 250,53 | 89,82 | 160,71 |
| Bronzo                            | Michal Březina           | Rep. Ceca     | 243,52 | 79,84 | 163,68 |
| 4                                 | Brian Joubert            | Francia       | 232,47 | 83,93 | 148,54 |
| 5                                 | Maksim Kovtun            | Russia        | 226,57 | 74,46 | 152,11 |
| 6                                 | Alexander Majorov        | Svezia        | 211,88 | 74,29 | 137,59 |
| 7                                 | Sergej Voronov           | Russia        | 210,18 | 78,38 | 131,80 |
| 8                                 | Viktor Pfeifer           | Austria       | 194,77 | 67,34 | 127,43 |
| 9                                 | Chafik Besseghier        | Francia       | 189,67 | 66,93 | 122,74 |
| 10                                | Peter Liebers            | Germania      | 187,96 | 56,67 | 131,29 |
| 11                                | Tomáš Verner             | Rep. Ceca     | 177,41 | 68,99 | 108,42 |
| 12                                | Kim Lucine               | Monaco        | 175,61 | 63,27 | 112,34 |
| 13                                | Pavel Ihnacenka          | Bielorussia   | 171,18 | 58,38 | 112,80 |
| 14                                | Oleksij Byčenko          | Israele       | 171,12 | 56,42 | 114,70 |
| 15                                | Jakiv Hodoroža           | Ucraina       | 170,29 | 57,44 | 112,85 |
| 16                                | Javier Raya              | Spagna        | 169,58 | 54,21 | 115,37 |
| 17                                | Viktor Romanenkov        | Estonia       | 167,98 | 59,66 | 108,32 |
| 18                                | Zoltán Kelemen           | Romania       | 167,33 | 57,44 | 109,89 |
| 19                                | Maciej Cieplucha         | Polonia       | 167,29 | 52,84 | 114,45 |
| 20                                | Stephane Walker          | Svizzera      | 163,11 | 50,93 | 112,18 |
| 21                                | Justus Strid             | Danimarca     | 160,08 | 53,14 | 106,94 |
| 22                                | Manol Atanasov           | Bulgaria      | 133,21 | 53,58 | 79,63  |
| Rit.                              | Pavel Kaška              | Rep. Ceca     |        | 53,76 |        |
| Rit.                              | Evgenij Pljuščenko       | Russia        |        | 74,82 |        |
| Eliminati dopo il programma corto |                          |               |        |       |        |
| 25                                | Paolo Bacchini           | Italia        | 50,68  | 50,68 |        |
| 26                                | Valtter Virtanen         | Finlandia     | 48,41  | 48,41 |        |
| 27                                | Harry Mattick            | Gran Bretagna | 48,08  | 48,08 |        |
| 28                                | Saulius Ambrulevičius    | Lituania      | 43,85  | 43,85 |        |
| 29                                | Ali Demirboğa            | Turchia       | 43,47  | 43,47 |        |
| 30                                | Paul Bonifacio Parkinson | Italia        | 40,35  | 40,35 |        |

### Singolo femminile
| Pos.                              | Nome                          | Nazione     | Totale | PC    | PL     |
| --------------------------------- | ----------------------------- | ----------- | ------ | ----- | ------ |
| Oro                               | Carolina Kostner              | Italia      | 194,71 | 64,19 | 130,52 |
| Argento                           | Adelina Sotnikova             | Russia      | 193,99 | 67,61 | 126,38 |
| Bronzo                            | Elizaveta Tuktamyševa         | Russia      | 188,85 | 57,18 | 131,67 |
| 4                                 | Valentina Marchei             | Italia      | 171,06 | 58,22 | 112,84 |
| 5                                 | Viktoria Helgesson            | Svezia      | 155,72 | 54,77 | 100,95 |
| 6                                 | Nikol' Gosvijani              | Russia      | 154,41 | 50,92 | 103,49 |
| 7                                 | Sonia Lafuente                | Spagna      | 152,29 | 51,07 | 101,22 |
| 8                                 | Joshi Helgesson               | Svezia      | 150,40 | 55,04 | 95,36  |
| 9                                 | Nathalie Weinzierl            | Germania    | 147,52 | 52,28 | 95,24  |
| 10                                | Maé Bérénice Méité            | Francia     | 147,14 | 50,79 | 96,35  |
| 11                                | Lénaëlle Gilleron-Gorry       | Francia     | 143,74 | 53,32 | 90,42  |
| 12                                | Kerstin Frank                 | Austria     | 143,56 | 49,60 | 93,96  |
| 13                                | Jelena Glebova                | Estonia     | 143,45 | 51,90 | 91,55  |
| 14                                | Elene Gedevanishvili          | Georgia     | 142,71 | 48,75 | 93,96  |
| 15                                | Monika Simančíková            | Slovacchia  | 137,47 | 50,27 | 87,20  |
| 16                                | Anita Madsen                  | Danimarca   | 133,35 | 47,97 | 85,38  |
| 17                                | Juulia Turkkila               | Finlandia   | 130,79 | 51,47 | 79,32  |
| 18                                | Kaat Van Daele                | Belgio      | 130,00 | 47,18 | 82,82  |
| 19                                | Natalija Popova               | Ucraina     | 128,54 | 45,60 | 82,94  |
| 20                                | Tina Stürzinger               | Svizzera    | 128,38 | 45,73 | 82,65  |
| 21                                | Jenna McCorkell               | Regno Unito | 126,98 | 47,17 | 79,81  |
| 22                                | Anne Line Gjersem             | Norvegia    | 124,48 | 45,72 | 78,76  |
| 23                                | Sıla Saygı                    | Turchia     | 119,27 | 46,17 | 73,10  |
| 24                                | Fleur Maxwell                 | Lussemburgo | 113,01 | 46,66 | 66,35  |
| Eliminate dopo il programma corto |                               |             |        |       |        |
| 25                                | Anna Afonkina                 | Bulgaria    | 44,89  | 44,89 |        |
| 26                                | Alīna Fjodorova               | Lettonia    | 44,87  | 44,87 |        |
| 27                                | Roberta Rodeghiero            | Italia      | 44,71  | 44,71 |        |
| 28                                | Patricia Gleščič              | Slovenia    | 43,36  | 43,36 |        |
| 29                                | Alisa Mikonsaari              | Finlandia   | 41,34  | 41,34 |        |
| 30                                | Eliška Březinová              | Rep. Ceca   | 40,98  | 40,98 |        |
| 31                                | Inga Janulevičiūtė            | Lituania    | 35,53  | 35,53 |        |
| 32                                | Michelle Couwenberg           | Paesi Bassi | 35,28  | 35,28 |        |
| 33                                | Isabella Schuster-Velissariou | Grecia      | 35,09  | 35,09 |        |
| 34                                | Sabina Mariuta                | Romania     | 33,89  | 33,89 |        |
| 35                                | Mirna Librić                  | Croazia     | 33,73  | 33,73 |        |
| 36                                | Kryscina Zacharanka           | Bielorussia | 31,73  | 31,73 |        |

### Coppie
| Pos.    | Nome                                    | Nazione       | Totale | PC    | PL     |
| ------- | --------------------------------------- | ------------- | ------ | ----- | ------ |
| Oro     | Tat'jana Volosožar / Maksim Tran'kov    | Russia        | 212,45 | 73,23 | 139,22 |
| Argento | Aliona Savchenko / Robin Szolkowy       | Germania      | 205,24 | 70,21 | 135,03 |
| Bronzo  | Stefania Berton / Ondřej Hotárek        | Italia        | 187,45 | 64,28 | 123,17 |
| 4       | Vanessa James / Morgan Ciprès           | Francia       | 178,81 | 59,27 | 119,54 |
| 5       | Juko Kavaguti / Aleksandr Smirnov       | Russia        | 175,48 | 56,20 | 119,28 |
| 6       | Ksenija Stol'bova / Fëdor Klimov        | Russia        | 167,23 | 53,70 | 113,53 |
| 7       | Dar'ja Popova / Bruno Massot            | Francia       | 157,12 | 53,75 | 103,37 |
| 8       | Mari Vartmann / Aaron Van Cleave        | Germania      | 141,79 | 55,14 | 86,65  |
| 9       | Nicole Della Monica / Matteo Guarise    | Italia        | 140,89 | 47,26 | 93,63  |
| 10      | Stacey Kemp / David King                | Gran Bretagna | 131,51 | 45,39 | 86,12  |
| 11      | Julija Lavrent'jeva / Juri Rudyk        | Ucraina       | 128,79 | 41,66 | 87,13  |
| 12      | Elizabeta Makarova / Leri Kenchadze     | Bulgaria      | 115,96 | 37,15 | 78,81  |
| 13      | Stina Martini / Severin Kiefer          | Austria       | 112,29 | 39,07 | 73,22  |
| 14      | Maryja Paljakova / Mikita Bačkoŭ        | Bielorussia   | 103,13 | 37,06 | 66,07  |
| 15      | Magdalena Klatka / Radosław Chruściński | Polonia       | 99,65  | 34,73 | 64,92  |

### Danza su ghiaccio
| Pos.                              | Nome                                      | Nazione       | Totale | PC    | PL     |
| --------------------------------- | ----------------------------------------- | ------------- | ------ | ----- | ------ |
| Oro                               | Ekaterina Bobrova / Dmitrij Solov'ëv      | Russia        | 169,25 | 69,42 | 99,83  |
| Argento                           | Elena Il'inych / Nikita Kacalapov         | Russia        | 169,14 | 68,98 | 100,16 |
| Bronzo                            | Anna Cappellini / Luca Lanotte            | Italia        | 165,80 | 66,53 | 99,27  |
| 4                                 | Ekaterina Rjazanova /Il'ja Tkačenko       | Russia        | 157,77 | 64,25 | 93,25  |
| 5                                 | Penny Coomes / Nicholas Buckland          | Gran Bretagna | 152,95 | 60,59 | 92,36  |
| 6                                 | Nelli Žiganšina / Alexander Gazsi         | Germania      | 147,28 | 60,08 | 87,20  |
| 7                                 | Julija Zlobina / Aleksej Sitnikov         | Azerbaigian   | 144,83 | 60,93 | 83,90  |
| 8                                 | Tanja Kolbe / Stefano Caruso              | Germania      | 142,54 | 56,54 | 86,00  |
| 9                                 | Charlène Guignard / Marco Fabbri          | Italia        | 142,48 | 57,63 | 84,85  |
| 10                                | Pernelle Carron / Lloyd Jones             | Francia       | 140,00 | 55,85 | 84,15  |
| 11                                | Irina Štork / Taavi Rand                  | Estonia       | 132,90 | 50,51 | 82,39  |
| 12                                | Siobhan Heekin-Canedy / Dmytro Dun'       | Ucraina       | 129,36 | 53,58 | 75,78  |
| 13                                | Alisa Agafonova / Alper Uçar              | Turchia       | 127,59 | 50,79 | 76,80  |
| 14                                | Lucie Myslivečková / Neil Brown           | Rep. Ceca     | 124,62 | 50,52 | 74,10  |
| 15                                | Sara Hurtado / Adrià Díaz                 | Spagna        | 124,26 | 49,32 | 74,94  |
| 16                                | Zsuzsanna Nagy / Máté Fejes               | Ungheria      | 117,60 | 48,48 | 69,12  |
| 17                                | Federica Testa / Lukáš Csölley            | Slovacchia    | 114,62 | 44,83 | 69,79  |
| 18                                | Ramona Elsener / Florian Roost            | Svizzera      | 113,29 | 45,09 | 68,20  |
| 19                                | Olesia Karmi / Max Lindholm               | Finlandia     | 110,92 | 44,29 | 66,63  |
| 20                                | Angelina Telegina / Otar Japaridze        | Georgia       | 107,26 | 44,94 | 62,32  |
| Eliminati dopo il programma corto |                                           |               |        |       |        |
| 21                                | Aleksandra Zvorygina / Maciej Bernadowski | Polonia       | 44,25  | 44,25 |        |
| 22                                | Charlotte Aiken / Josh Whidborne          | Gran Bretagna | 41,83  | 41,83 |        |
| 23                                | Kira Geil / Tobias Eisenbauer             | Austria       | 40,88  | 40,88 |        |
| 24                                | Lesja Valadzenkava / Vital' Vakunoŭ       | Bielorussia   | 36,60  | 36,60 |        |
| 25                                | Sarah Coward / Georgi Kenchadze           | Bulgaria      | 34,16  | 34,16 |        |
| Rit.                              | Allison Reed / Vasili Rogov               | Israele       |        |       |        |